# 9. økumeniske koncil
Det 9. økumeniske koncil eller Første Laterankoncil blev indkaldt af pave Callistus II i 1123. Det blev afholdt i Lateranpaladset i Rom 18. til 27. marts samme år. Dette var det første kirkekoncil, det vil sige kirkemøde, efter det store skisma, og det første som blev holdt i vest. Det anerkendes som økumenisk af den katolske kirke, men ikke af den ortodokse.
Pave Callistus omtalte bispemødet som concilium generale, men i eftertiden er det blevet betragtet som det 9. økumeniske koncil, selv om det ikke er kendt, hvorvidt der deltog nogen biskopper fra øst eller om der var udsendinge fra kejseren (i Konstantinopel) tilstede.
Mindst 300 biskopper og andre kirkeledere deltog; enkelte kilder angiver, at der kan have været op til 1.000 til stede. Den katolske kirke regner det som det niende økumeniske koncil, men andre kirker anerkender det ikke som autoritativt, efter som det blev holdt etter det store skismaet i 1054. Hovedtemaet var at få en ende på investiturstriden ved at bekræfte Wormskonkordatet (1122).
Kernen i investiturstriden var hvem, som skulle udnævne biskopper – paven eller kejseren. Striden havde fundet en løsning gennem konkordatet fra Worms således, at kejseren beholdt en grad af kontrol over valget, mens paven i sidste instans indsatte personen som biskop. Koncilfædrene bekræftede denne aftale således, at den blev bindende for kirken.
Tidligere havde kirken indført princippet "Guds våbenhvile", som begrænsede krigsføring. Man kunne bare udføre krigshandlinger mandag til onsdag således, at weekenden kunne vies til religiøse handlinger (i katolsk liturgisk forstand omfatter weekenden torsdag til søndag til minde om tiden fra det sidste måltid til opstandelsen). Princippet blev anerkendt af koncilet; Tredje Laterankoncil gjorde det i 1179 bindende for hele den kristne verden.
Forbuddet mod simoni, det vil sige køb og salg af kirkelige embeder, blev fornyet.
Koncilet vedtog også 22 kanoner, som regulerede kirkelig disciplin. Disse blev basis for middelalderens kirkelove. Blandt de mest interessante er:
- Kan. 1: Forbud mod gejstlige vielser mod penge
- Kan. 2: Forbud mod at biskopper genoptager i det kirkelige fællesskab personer, som andre biskopper har ekskommuniseret.
- Kan. 3: Forbud mod at præster og diakoner giftede sig, samt mod at de havde kvinder boende i deres hus udover de, som havde tilladelse efter gamle traditioner (fx hushjælp).
- Kan. 6: Ordinationer foretaget af modpave Gregor (VIII) efter, at han blev fordømt som kætter, blev erklæret ugyldige.
- Kan. 11: Beskyttelse for korsfareres familier og ejendom.
- Kan. 14: Ekskommunikation af lægfolk som beslaglagde gaver givet til kirken, og af lægfolk som brugte kirker som fæstninger (et stort problem enkelte steder, på grund af kirkens tykke mure).
- Kan. 16: Fordømmelse af de som antastede pilgrimme på vej til Rom.
- Kan. 17: Begrænsning af abbeders og munkes ret til at forrette ved kirkelige handlinger, som normalt ligger under en menigheds eller et bispedømmes ansvarsområde.